# زي كارلوس
زي كارلوس (بالبرتغالية:José Carlos de Almeida) هو خوسيه كارلوس دي ألميدا، ولد في 14 نوفمبر 1968 في برزيدنتيه برنارديس في البرازيل، لاعب كرة قدم برازيلي سابق، شارك مع منتخب بلاده في كأس العالم 1998.

## روابط خارجية
- زي كارلوس على موقع الاتحاد الدولي (مؤرشف)  (الإنجليزية)
- زي كارلوس على موقع قاعدة بيانات كرة القدم.إي يو (الإنجليزية)
- زي كارلوس على موقع ناشيونال فوتبول تيمز (الإنجليزية)
- زي كارلوس على موقع كووورة